# لجنة لاندو
لجنة لانداو هي لجنة من ثلاثة أفراد شكلتها الحكومة الإسرائيلية في عام 1987 في أعقاب فضيحة طويلة الأمد بشأن مقتل سجينين فلسطينيين رهن الاحتجاز والإدانة الخاطئة لضابط شركسي في الجيش الإسرائيلي. وجدت اللجنة، التي يرأسها قاضي المحكمة العليا السابق موشيه لاندو، أن محققي جهاز الأمن العام (الشاباك) استخدموا القوة الجسدية بشكل روتيني أثناء استجواب السجناء ثم ارتكبوا الحنث باليمين في محاكمات لاحقة. في استنتاجها، الذي وافق عليه مجلس الوزراء في نوفمبر 1987، وضع مبادئ توجيهية لاستخدام «مقياس معتدل للضغط البدني».وُصفت تفاصيل الطرق الموصى بها في الملحق المصنف للتقرير. في عام 1994، ذكرت لجنة مناهضة التعذيب التابعة للأمم المتحدة : «إن تقرير لجنة لانداو، الذي يسمح ب» الضغط الجسدي المعتدل «كأسلوب قانوني للاستجواب، غير مقبول تمامًا لهذه اللجنة».

## خلفية

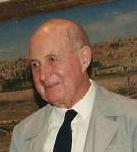
موشيه لاندو

أدى اختطاف الحافلة 300 عام 1984 إلى استياء الجمهور من جهاز الأمن العام. في عام 1986، استقال رئيس جهاز الأمن العام، أفراهام شالوم، بعد اتهامه بمحاولة توريط جنرال كبير في الجيش الإسرائيلي لقتله أسيرين فلسطينيين قُتلا بعد عملية الاختطاف. مع استقالته حصل على عفو رئاسي. في 6 آب/أغسطس 1986 رفضت المحكمة العليا استئنافًا ضد العفو، لكن النائب العام يوسف حريش [الإنجليزية] وعد بفتح تحقيق.
خلال صيف عام 1986، واجه الجمهور الإسرائيلي أيضًا فضيحة بولارد للتجسس في الولايات المتحدة بالإضافة إلى نشر تقرير بالغ الأهمية عن النظام المصرفي [الإنجليزية]. من الممكن أن تكون المخاوف بشأن جهاز الأمن العام قد نُسيت، لكن فضيحة جديدة أثيرت في العام التالي، أي في أبريل 1987.
أدى تغيير القانون إلى فتح باب الطعن في أحكام المحاكم العسكرية أمام المحكمة العليا. في عام 1980، أدانت محكمة عسكرية سرية عزت نافسو، ملازم في الجيش الإسرائيلي وعضو في الجالية الشركسية الإسرائيلية المكونة من 2000 فرد من كفر كنا، بنقل معلومات ومتفجرات إلى «جهات معادية» وحُكم عليه بالسجن 18 عامًا. طعن نافسو في الحكم الصادر بحقه على أساس أدلة ملفقة وشهادة زور. وفي نهاية مايو 1987 أفرج عنه بعد تبرئته من معظم التهم. ولم يبد النائب العام حريش أي معارضة للاستئناف. وجهت المحكمة انتقادات شديدة لسلوك جهاز الأمن العام، لا سيما من خلال ادعاءات جهاز الأمن العام بأن اعترافات نافسو، التي استندت إليها القضية، قُدمت بحرية ودون ضغوط لا داعي لها. أمرت المحكمة بتعويض نافسو مالياً واستعادة رتبته في الجيش الإسرائيلي. مرة أخرى، تمت مناقشة أنشطة جهاز الأمن العام علنًا. ونقل التلفزيون الإسرائيلي عن «شخصيات من الشاباك» قولهم إن نافسو خضع لإجراءات مماثلة لتلك طُبقت «في مئات الحالات الأخرى».
شكلت الحكومة تحت ضغط هائل من القضاء لجنة تحقيق سرية مكونة من ثلاثة أفراد برئاسة موشيه لانداو، رئيس المحكمة العليا .

## اللجنة
أُنشئت «لجنة التحقيق في أساليب التحقيق التي يتبعها جهاز الأمن العام فيما يتعلق بالنشاط الإرهابي العدائي» في 31 أيار / مايو 1987. وكان اختصاصها هو النظر في «أساليب وإجراءات التحقيق الخاصة بجهاز الأمن العام بشأن النشاط الإرهابي العدائي، والإدلاء بشهادة أمام المحكمة بخصوص هذه التحقيقات».
صدر التقرير النهائي بتاريخ 30 أكتوبر 1987، وصادق عليه مجلس الوزراء بتاريخ 8 نوفمبر1987.

### الموجودات

#### شهادة زور
في العقدين الماضيين، أدى حوالي 50٪ من استجوابات جهاز الأمن العام إلى محاكمات، و«أُدين الغالبية العظمى ممن حوكموا على أساس اعترافاتهم في المحكمة».
ووجدت اللجنة أن المحققين سُمح لهم «من وقت لآخر باستخدام وسائل الضغط، بما في ذلك الضغط الجسدي». وجدوا أن هذا الإجراء «لا مفر منه» و «أداة استجواب في غاية الأهمية». لكن هذه «معضلة» تثير حول الكشف عن أساليب الاستجواب لأنها «ستظهر للمحكمة على أنها تنتهك مبدأ الإرادة الحرة للفرد، وبالتالي تتسبب في رفض الاعتراف».
ووجدوا أن جهاز الأمن العام «كذب ببساطة، وبالتالي ارتكب جريمة الحنث باليمين» وأن "شهادة الزور في المحكمة سرعان ما أصبحت هي القاعدة التي لم يُطعن فيها والتي كانت ستظل القاعدة لمدة 16 عامًا". في عام 1982، أصدرت السلطات العليا لجهاز الأمن العام «مبادئ توجيهية مكتوبة بشأن طبيعة الكذبة التي يجب أن تُقال» فيما يتعلق «بطريقة الضغط الجسدي».
كانت اللجنة مقتنعة بأن ممارسة الحنث باليمين «توقفت تمامًا» بعد أن أصدر رئيس جهاز الأمن العام توجيهًا في 10 يونيو 1987.
كما وجدت أن القضاة والمدعين العامين والشرطة والعاملين في المجال الطبي لم يكونوا على دراية بشهادة الزور المنهجية من قبل محققي جهاز الأمن العام. «على الرغم من عدم استدعاء قضاة للمثول أمامنا ولم نسمع أي نفي صريح، نجد أن هذا الادعاء لا أساس له وغير مقبول على الإطلاق».

#### الأمر بالمثول أمام القضاء
وفيما يتعلق بالأمر بالمثول أمام القضاء، وجدت اللجنة أن الاحتفاظ بالسجناء «بدون إشراف قضائي لمدة 18 يومًا غير مقبول»، ومن هنا «نؤيد اقتراح تقصير هذه المدة ونوصي بعرض مسألة تمديد الحبس على قاض في موعد لا يتجاوز اليوم الثامن بعد يوم القبض عليه».

#### تقنيات الاستجواب
ووجدت اللجنة أن استخدام العنف ضد السجناء طريقة مقبولة للاستجواب. لقد جادلوا، في ضوء ما أطلقوا عليه «مفهوم أهون الشرين»، أن «التعذيب الفعلي... ربما يكون مبررًا من أجل الكشف عن قنبلة على وشك الانفجار في مبنى مليء بالناس... ومن المؤكد أن الشحنة ستنفجر في غضون خمس دقائق أو خمسة أيام ».
«بعبارة صريحة فإن البديل هو: هل نقبل جريمة الاعتداء التي تنطوي عليها صفع المشتبه به أو تهديده لحمله على الحديث والكشف عن مخبأ لمواد متفجرة معدة لاستخدامها في فعل ما؟ من الإرهاب الجماعي ضد السكان المدنيين، ومن خلال منع الشر الأكبر الذي على وشك الحدوث؟ الجواب واضح بذاته ».
ويذكرون في مواضع أخرى: «التحقيق الفعال مع الإرهابيين المشتبه بهم مستحيل دون استخدام وسائل الضغط للتغلب على إرادة متعنتة بعدم إفشاء المعلومات وللتغلب على خوف الشخص الخاضع للاستجواب من أن الأذى سيصيبه من منظمته، إذا فعل ذلك، تكشف المعلومات». و: «يجب أن تتخذ وسائل الضغط بشكل أساسي شكل ضغط نفسي غير عنيف من خلال استجواب قوي وواسع النطاق، باستخدام الحيل، بما في ذلك أعمال الخداع. ومع ذلك، عندما لا تحقق هذه الأهداف الغرض منها، لا يمكن تجنب بذل قدر معتدل من الضغط البدني.» 
لكنهم حددوا خطرا: «جهاز الأمن... دائما في خطر الانزلاق نحو الأساليب التي تمارس في الأنظمة التي نكرهها». و«صحيح أنه يجب توخي الحذر الشديد، خشية أن يؤدي خرق هيكل المحظورات في القانون الجنائي إلى انفلات زمام الأمور، حيث يتولى كل محقق زمام الأمور بنفسه من خلال الاستخدام التعسفي الجامح للإكراه ضد مشتبه به. وبهذه الطريقة، فإن صورة الدولة ككيان سياسي يحترم القانون ويحافظ على حقوق المواطن، تكون عرضة للانحراف بشكل لا يمكن إصلاحه، حيث تصبح تشبه تلك الأنظمة التي تمنح أجهزتها الأمنية سلطة مطلقة ».
يوصى بما يلي:
«أولاً، ممارسة الضغط غير المتناسب على المشتبه به غير مسموح به ؛ ويجب ألا يصل الضغط أبدًا إلى مستوى التعذيب الجسدي أو إساءة معاملة المشتبه فيه أو إلحاق الأذى الجسيم بشرفه بما يحرمه من كرامته الإنسانية. ثانيًا، إمكانية استخدام تعبير أقل خطورة يجب موازنة الإجراءات مع درجة الخطر المتوقع، حسب المعلومات التي بحوزة المحقق. ثالثًا، يجب تحديد وسائل الضغط الجسدية والنفسية المسموح باستخدامها من قبل المحقق ومسبقًا، من خلال إصدار توجيهات ملزمة. رابعًا، يجب أن يكون هناك إشراف صارم على التطبيق العملي للتوجيهات الصادرة إلى محققي جهاز الأمن العام. خامسًا، يجب على رؤساء المحققين الرد بحزم ودون تردد على كل انحراف عن المسموح به، وفرض عقوبة تأديبية، وفي الحالات الخطيرة من خلال رفع الدعوى الجنائية. ضد المحقق المخالف ».
ضُمنت المبادئ التوجيهية لوسائل الضغط المسموح بها في الجزء الثاني من التقرير، والتي «لأسباب مفهومة» أُبقيت سرًا. ذكرت اللجنة أن القانون كان أقل حدة من التقنيات التي استخدمها الجيش البريطاني في أيرلندا الشمالية واتبعت المعايير التي وضعتها المحكمة الأوروبية لحقوق الإنسان في عام 1978. وأوصوا بضرورة مراجعة لجنة وزارية صغيرة للقانون سنويًا و«تقدم تقاريرها إلى لجنة الخدمات الفرعية التابعة للجنة الدفاع والشؤون الخارجية في الكنيست».

### الضغط الجسدي

#### قبل اللجنة
في عام 1968، أصدرت اللجنة الدولية للصليب الأحمر تقريرًا عن سجن نابلس، أحد مراكز الاعتقال التابعة للجيش الإسرائيلي في الضفة الغربية التي استولى عليه مؤخرًا. وجدت:
1. "تعليق الموقوف من يديه وجر أعضائه الآخرين في نفس الوقت لساعات في كل مرة حتى يفقد وعيه.
2. حرق بأعقاب السجائر [الإنجليزية].
3. ضربات قضبان على الأعضاء التناسلية.
4. تكبيل وعصب العينين لأيام.
5. عضات الكلاب.
6. صدمات كهربائية في الصدغين والفم والصدر والخصيتين ".[21]

في فبراير 1970 أصدر المجلس الاقتصادي والاجتماعي التابع للأمم المتحدة تقريرًا يحتوي على ملحقين يحتويان على أدلة على إساءة معاملة السجناء. الملحق الثالث عبارة عن تقرير طبي عن سجين تعرض للضرب المبرح حول الفخذ لدرجة أنه لم يعد لديه خصيتين. الملحق الرابع هو ترجمة لمقابلة صحفيين سويديين مع فيليسيا لانجر، تصف فيه تجربة السجينات في القدس. أيضا سرد مفصل لرجل يبلغ من العمر 37 عاما محتجز في الصرفند. ضرب بأعقاب البنادق وهو معصوب العينين؛ حُبس بالسلاسل لمدة يومين في مرحاض حيث لا يستطيع الجلوس أو الوقوف؛ وعُلق من الأصفاد. ضُرب على رجليه ويديه وأعضائه التناسلية ؛ أحد ذراعيه مقيدة بالسلاسل إلى الحائط والأخرى بباب سُحب بعد ذلك بشكل متكرر ؛ هُدّد بكلب كبير وبالصدمات الكهربائية وبالإعدام. أطلق سراح السجين بعد 17 يوما. ونُقل عنه قوله إنه تلقى نفس المعاملة في السجن في الأردن.
في أبريل 1970 نشرت منظمة العفو الدولية «تقرير حول معاملة بعض السجناء تحت الاستجواب في إسرائيل». وخلصت إلى أن هناك «أدلة ظاهرة الوجاهة على سوء معاملة السجناء العرب في إسرائيل». وقال عضو في اللجنة التنفيذية: «نادرًا ما كانت لدينا - إن وُجدت - مثل هذه المواد الموثوقة التي نبني عليها إثبات الحقيقة فيما يتعلق بالتعذيب الذي يحدث - أو لا يحدث - في بلد معين».
في عام 1972 أصدرت الرابطة الإسرائيلية لحقوق الإنسان والحقوق المدنية [الإنجليزية]، التي أسسها يسرائيل شاحاك، تقريراً عن الأوضاع في قطاع غزة. ووجدوا أن السجناء جُردوا من ملابسهم لفترات طويلة، بما في ذلك أثناء الاستجواب، وأن السجناء لم يتصلوا بالخارج لمدة شهر على الأقل وأحيانًا شهرين أو ثلاثة. ويحدد الطرق المستخدمة على النحو التالي: أ) الفلقة (الضرب على باطن القدمين). ب) التعليق باليد لفترات طويلة. ج) حمل الكرسي أو الذراعين فوق الرأس لفترات طويلة. د) ضرب اليدين والأصابع. هـ) ترك السجناء منقوعين في الماء البارد. و) الضرب. ز) صفع الوجه.
في عام 1974، رفعت المحامية الإسرائيلية فيليسيا لانجر، ولاحقًا محامية أخرى ليا تسيميل، قضايا أمام المحكمة العليا ضد استخدام جهاز الأمن العام للتعذيب.
في عام 1977، أفاد فريق الصنداي تايمز إنسايت أن التعذيب كان يستخدم «كسياسة متعمدة منهجية» في ستة مراكز اعتقال، بما في ذلك معسكر خاص في الصرفند. ويصف «تقنيات أكثر دقة» تُستخدم: الصدمات الكهربائية والزنازين «الصغيرة» الخاصة التي لا يستطيع السجين الجلوس أو الوقوف فيها.
في 1 فبراير / شباط 1978، أعلنت اللجنة الدولية للصليب الأحمر أن جيش الاحتلال الإسرائيلي قد وافق على السماح لمندوبي اللجنة الدولية للصليب الأحمر بزيارة المحتجزين، دون شهود، بعد 14 يومًا من الحبس، «حتى لو كانوا لا يزالون قيد الاستجواب».
وفي عام 1978 أيضًا، حددت نقابة المحامين الوطنية [الإنجليزية] الأمريكية ما يلي: الضرب على الأقدام والأعضاء التناسلية ؛ حروق السجائر قطع الجسم بشفرات حلاقة. الوقوف عارياً لفترات طويلة في الجو الحار أو البارد ؛ الغمر في الماء الساخن أو البارد ؛ استخدام الكلاب والحرمان من الطعام وتعصيب العينين لفترات طويلة ؛ إدخال الزجاجات أو العصي في فتحة الشرج ؛ إدخال سلك في القضيب، تعليق من البكرة، الصدمات الكهربائية.
في عام 1984 نشرت لجنة الحقوقيين الدولية تقريراً قانوناً في خدمة الإنسان [الإنجليزية] بعنوان «التعذيب والترهيب في الضفة الغربية - حالة سجن الفارعة». ووجدوا أن المعتقلين كانوا مقيدي الأيدي ومقنعي الرؤوس لفترات طويلة، ويُضربون بشكل روتيني، واحتُجزوا في زنازين صغيرة «مغمورة بالمياه القذرة»، وأجبروا على ممارسة العادة السرية، وحُرموا من النوم والطعام، وواستحموا بالبارد، وأُجبروا على الوقوف عراة بالخارج تحت المطر لليلة.

#### بعد التقرير
نُشرت الدراسة الأولى لأساليب الاستجواب بعد لجنة لاندو في آذار / مارس 1991 من قبل منظمة حقوق الإنسان الإسرائيلية بتسيلم : « استجواب الفلسطينيين خلال الانتفاضة: سوء المعاملة، ضغط جسدي معتدل أم تعذيب ؟»  واستناداً إلى مقابلات مع 41 سجيناً، خلص التقرير إلى:
«يبدو أن عددًا من أساليب الاستجواب شائعة بل وحتى روتينية في المجموعة التي قابلناها. وتعرضت جميع أفراد العينة تقريبًا للإساءة اللفظية والإذلال والتهديد بالإصابة، والحرمان من النوم والطعام، وتغطية الرأس لفترات طويلة، والوقوف القسري لفترات طويلة، أحيانًا في مكان مغلق، الأيدي مقيدة خلف الظهر والأرجل مقيدة (الشبح)؛ التقييد بطرق مؤلمة أخرى (مثل وضعية الموز) فترات طويلة من الحبس المؤلم في زنازين صغيرة مبنية خصيصًا ( خزانة أو ثلاجة) والضرب المبرح والمطول على جميع أجزاء الجسم مما يؤدي إلى إصابات تتطلب العلاج الطبي».
أظهر تقرير رسمي عام 1995 ومريم بن بورات [الإنجليزية]، نُشر في عام 2000، أن الشاباك تجاوز «بشكل روتيني» «الضغط الجسدي المعتدل» الذي أذنت به لجنة لاندو. في التقرير، اعترفت إسرائيل للمرة الأولى بتعرض معتقلين فلسطينيين للتعذيب خلال الانتفاضة الأولى، بين عامي 1988 و1992.
ذكر تقرير بتسيلم في عام 2009 حول مركز استجواب الشاباك في بتاح تكفا، بناء على شهادة 121 فلسطينيًا، أنه: «في غرفة الاستجواب، يُجبر المعتقلون على الجلوس على كرسي صلب غير قادر على الحركة، لساعات و حتى لأيام، تسبب ألماً شديداً في بعض الحالات. الظروف الصحية مروعة: يُحرم المحتجزون أحيانًا من الاستحمام ولا يُسمح لهم بتغيير الملابس وورق التواليت. على الأقل بعض الخلايا تفوح منها رائحة كريهة ولديها عفن. الطعام رديء النوعية والكمية، والمعتقلون يفقدون وزنهم. أثناء الاستجواب، يتعرض المعتقلون للتهديدات، بما في ذلك التهديدات ضد أفراد الأسرة، وأحيانًا للعنف. ومن الوسائل القاسية الأخرى تعريض المعتقلين للحرارة والبرودة الشديدة وحرمانهم من النوم ».

## روابط خارجية
- استجواب أنفسنا
- التعذيب والانتهاكات في الاستجواب
- استخدام إسرائيل للتقييد المؤلم كشكل من أشكال التعذيب